# Boingz
Boingz é um jogo de ação desenvolvido para o WiiWare pela NinjaBee e publicado pela RealNetworks em 24 de novembro de 2008. Ele custa 1000 wii points.